# Hemileuca grotei
Hemileuca grotei is een vlinder uit de familie nachtpauwogen (Saturniidae), onderfamilie Hemileucinae.
De wetenschappelijke naam van de soort is voor het eerst geldig gepubliceerd door Grote & Robinson in 1868.